# Axel Borgmann
Axel Borgmann (Mülheim an der Ruhr, 8 luglio 1994) è un calciatore tedesco, difensore dell'Energie Cottbus.

## Palmarès

### Club

#### Competizioni nazionali
- Coppa del Liechtenstein: 4

Vaduz: 2015-2016, 2016-2017, 2017-2018, 2018-2019